# هابه

هابه شهری در شهرستان اوری در استان باله در بورکینافاسوی جنوبی است و جمعیت آن ۶۳۷ نفر است.